# Rochester (Waszyngton)
Rochester – jednostka osadnicza w Stanach Zjednoczonych, w stanie Waszyngton, w hrabstwie Thurston.